# Enrique Maya
Enrique Maya Miranda, né le 7 avril 1959 à Montevideo, est un homme politique espagnol, membre de l'Union du peuple navarrais (UPN).
Il est maire de Pampelune de 2011 à 2015 et de 2019 à 2023.

## Biographie

### Vie privée
Enrique Maya naît à Montevideo mais sa famille revient en Espagne alors qu'il est âgé de quatre ans pour s'installer à Pampelune.
Il est marié et père de deux enfants.

### Formation et vie professionnelle
Il est architecte de formation. À partir de 1984, il travaille en tant qu'architecte municipal à Tafalla puis conserve le même poste à Pampelune à partir de 1989. Il a occupé divers postes à responsabilité et a notamment participé à la rédaction de plans locaux d'urbanisme pour différentes communes de Navarre.
Il cumule ce travail avec celui de professeur adjoint à l'université de Navarre de 1985 à 2010.

### Maire de Pampelune
Il est désigné candidat tête de liste de l'UPN à la mairie de Pampelune par la maire sortante Yolanda Barcina qui ne se représente pas. Le 14 janvier 2011, le conseil politique de l'UPN valide sa candidature.
Lors des élections du 22 mai 2011, la liste qu'il conduit arrive première avec 35,80 % des voix et onze conseillers. Il est élu maire de Pampelune le 11 juin 2011 par 13 voix pour après avoir obtenu l'abstention des trois conseillers socialistes et le soutien du Parti populaire. L'autre candidate Uxue Barkos obtient 11 voix. Il permet ainsi à l'UPN de se maintenir au gouvernement municipal.
Il est candidat à sa succession lors des élections du 24 mai 2015. Sa liste arrive de nouveau première mais un accord entre les quatre partis de gauche de la corporation municipale font de Joseba Asirón le nouveau maire. Il maintient néanmoins son siège et devient chef de l'opposition.
Pour les élections du 26 mai 2019, il est de nouveau candidat à la mairie à la tête de la liste de la coalition Navarra Suma (NA+) qui obtient 40,58 % des voix et 13 sièges sur 27 au conseil municipal. Le 15 juin suivant, il est élu de nouveau maire.